# Prix de Diane

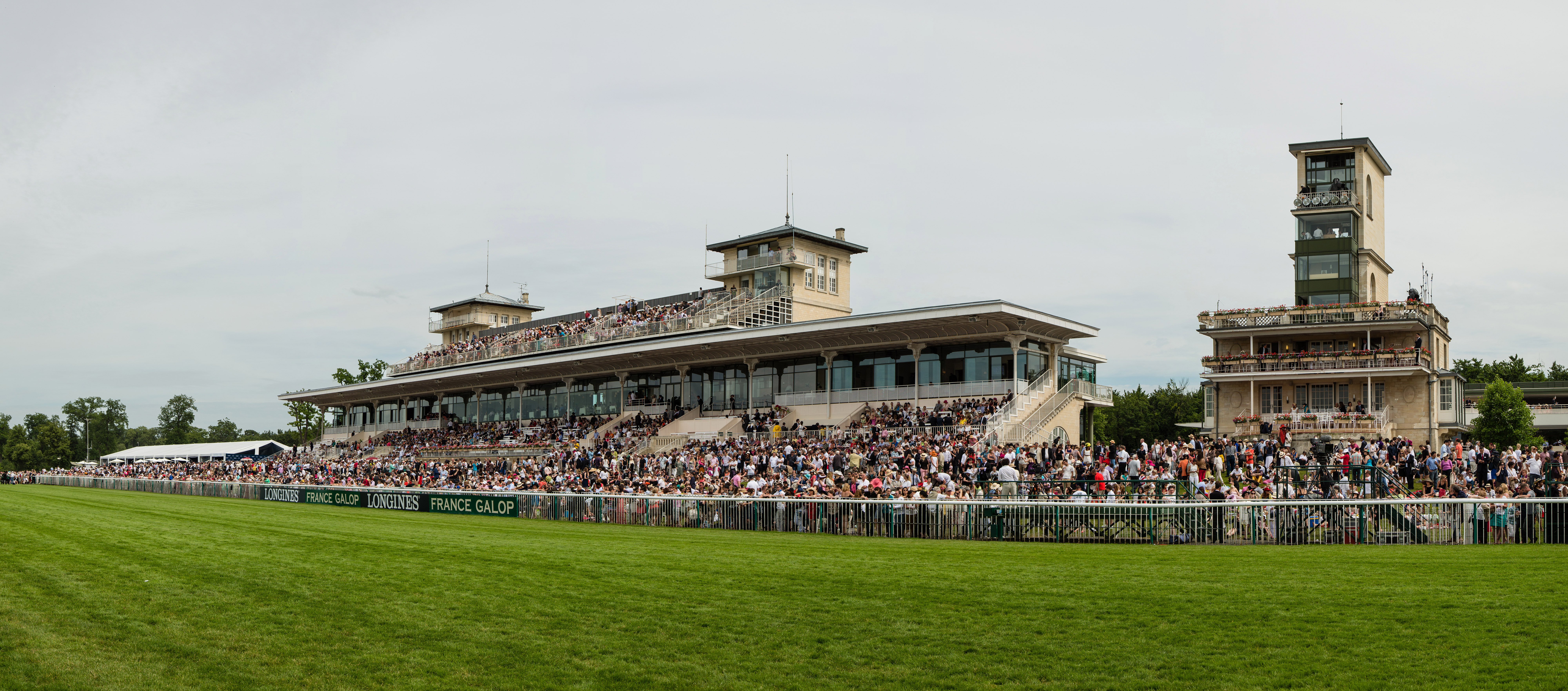
Tarde de Prix de Diane em Chantilly

'Prix de Diane (pt:Prêmio Diana) é uma competição de corrida de cavalos que visa apontar a melhor corredora femea de tres anos de idade em atividade , em cada ano. Originou-se na França, tendo similitude com a prova denominada Epson Oaks disputada na Inglaterra , por isso também é chamada French Oaks. O nome Diane (pt:Diana) refere-se a personagem mitológica e evoca a figura feminina.
Na França é disputada no mes de maio de cada ano em pista oval de grama em Chantilly , na distância de 2100 metros. Provas similares são realizadas em outros países, inclusive no Brasil.

## Grande Prêmio Diana no Brasil
Com o nome de Grande Prêmio Diana são realizadas competições no Brasil, nos seguintes hipódromos:
- Hipódromo da Gávea, em pista de grama, para potrancas indicando a melhor de tres anos de idade em atuação , organizado pelo Jockey Club Brasileiro, também chamado Brazilian Oaks
- Hipódromo de Cidade Jardim, em pista de grama, para potrancas indicando a melhor de tres anos de idade em atuação , organizado pelo Jockey Club de São Paulo
- Hipódromo do Cristal em pista de areia ou grama, para éguas indicando a melhor de tres anos e mais idade em atuação, organizado pelo Jockey Club do Rio Grande do Sul